# Центральный (Прокопьевский район)
Центра́льный — посёлок в Прокопьевском районе Кемеровской области. Входит в состав Сафоновского сельского поселения.

## География
Центральная часть населённого пункта расположена на высоте 395 м над уровнем моря.

## Население
| 2010 |
| ---- |
| 108  |

### Половой состав
По данным Всероссийской переписи населения 2010 года, в посёлке Центральный проживало 108 человек (56 мужчин, 52 женщины).